# Leichtathletik-Europameisterschaften 1982/400 m der Frauen

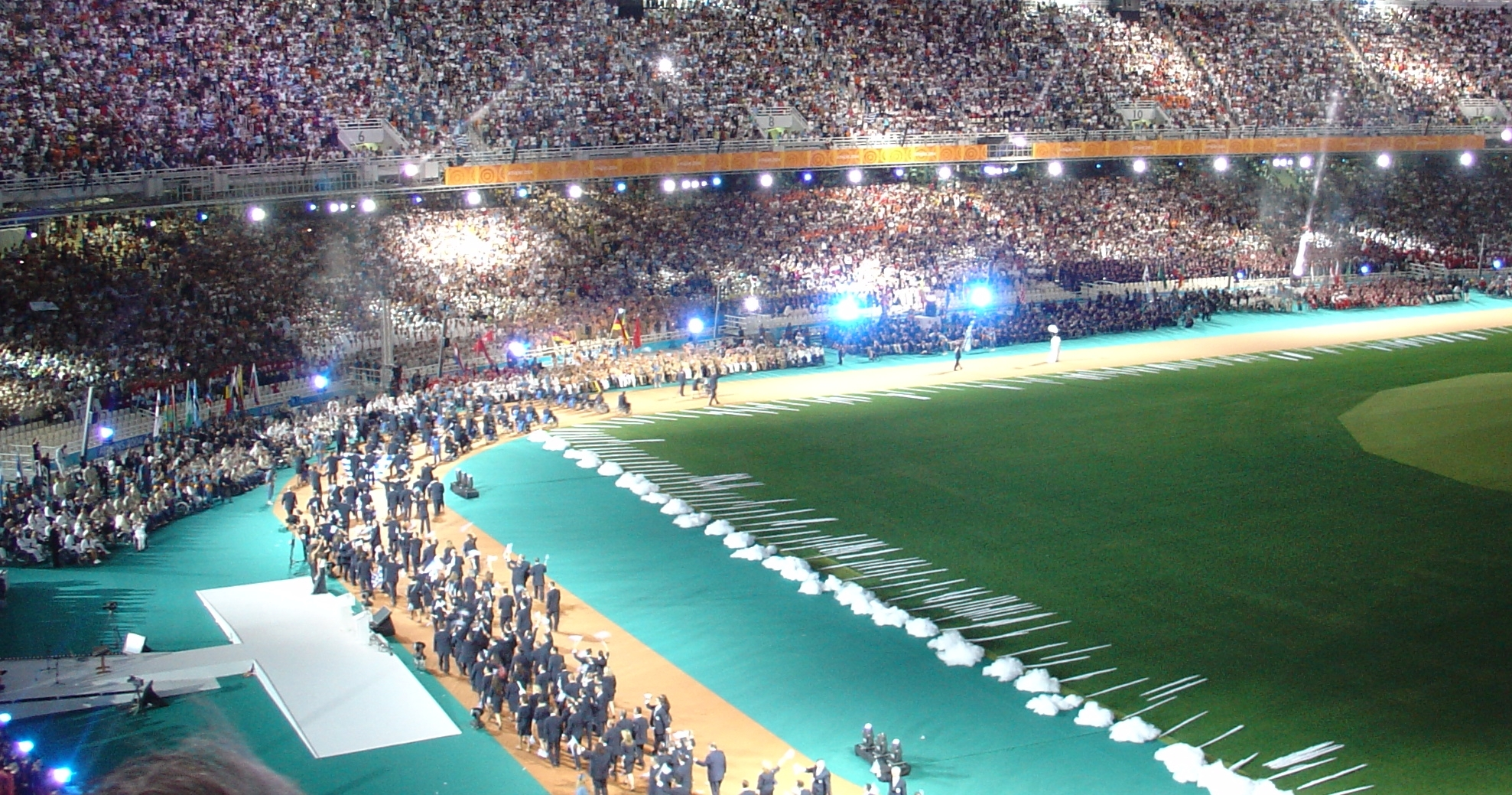
Das Athener Olympiastadion bei der Eröffnung der Paralympics 2004

Der 400-Meter-Lauf der Frauen bei den Leichtathletik-Europameisterschaften 1982 wurde am 7. und 8. September 1982 im Olympiastadion von Athen ausgetragen.
In diesem Wettbewerb errangen die Läuferinnen aus der Tschechoslowakei mit Silber und Bronze zwei Medaillen. Auf den Rängen eins und zwei gab es dieselbe Reihenfolge wie bei den Olympischen Spielen zwei Jahre zuvor. Europameisterin wurde die Titelverteidigerin Marita Koch aus der DDR, die im Finale ihren eigenen Weltrekord verbesserte. Sie gewann vor Jarmila Kratochvílová. Bronze errang Taťána Kocembová.

## Rekorde

### Bestehende Rekorde
| Weltrekord           | 48,60 s | Marita Koch | Turin, Italien            | 4. August 1979  |
| Europarekord         | 48,60 s | Marita Koch | Turin, Italien            | 4. August 1979  |
| Meisterschaftsrekord | 48,94 s | Marita Koch | EM Prag, Tschechoslowakei | 31. August 1978 |

### Rekordverbesserungen
Europameisterin Marita Koch aus der DDR verbesserte den von ihr selber gehaltenen EM-Rekord im Finale am 8. September um 78 Hundertstelsekunden auf 48,16 s. Damit unterbot sie gleichzeitig auch ihren eigenen Welt- und Europarekord um 44 Hundertstelsekunden.

## Legende
Kurze Übersicht zur Bedeutung der Symbolik – so üblicherweise auch in sonstigen Veröffentlichungen verwendet:
| WR | Weltrekord |

## Vorrunde
7. September 1982
Die Vorrunde wurde in zwei Läufen durchgeführt. Mit sechzehn Läuferinnen war die Zahl der Teilnehmerinnen so gering, dass keine Zwischenrunde notwendig war. Von den Vorläufen aus ging es direkt ins Finale, für das sich die ersten vier Athletinnen pro Lauf – hellblau unterlegt – qualifizierten.

### Vorlauf 1
| Platz | Name                | Nation           | Zeit (s) |
| ----- | ------------------- | ---------------- | -------- |
| 1     | Marita Koch         | DDR              | 50,22    |
| 2     | Irina Baskakowa     | Sowjetunion      | 51,03    |
| 3     | Taťána Kocembová    | Tschechoslowakei | 51,69    |
| 4     | Judit Forgács       | Ungarn           | 51,88    |
| 5     | Erica Rossi         | Italien          | 52,01    |
| 6     | Grażyna Oliszewska  | Polen            | 53,15    |
| 7     | Claudia Steger      | BR Deutschland   | 53,56    |
| 8     | Charlotte Holmström | Schweden         | 55,22    |

### Vorlauf 2
| Platz | Name                  | Nation           | Zeit (s) |
| ----- | --------------------- | ---------------- | -------- |
| 1     | Jarmila Kratochvílová | Tschechoslowakei | 50,38    |
| 2     | Dagmar Rübsam         | DDR              | 50,55    |
| 3     | Gaby Bußmann          | BR Deutschland   | 50,64    |
| 4     | Sabine Busch          | DDR              | 50,80    |
| 5     | Jelena Korban         | Sowjetunion      | 50,83    |
| 6     | Linsey Macdonald      | Großbritannien   | 52,09    |
| 7     | Michelle Scutt        | Großbritannien   | 52,11    |
| 8     | Elżbieta Kapusta      | Polen            | 53,83    |

## Finale
8. September 1982
| Platz | Name                  | Nation           | Zeit (s) |
| ----- | --------------------- | ---------------- | -------- |
| 1     | Marita Koch           | DDR              | 48,16 WR |
| 2     | Jarmila Kratochvílová | Tschechoslowakei | 48,85000 |
| 3     | Taťána Kocembová      | Tschechoslowakei | 50,55000 |
| 4     | Sabine Busch          | DDR              | 50,57000 |
| 5     | Irina Baskakowa       | Sowjetunion      | 50,58000 |
| 6     | Dagmar Rübsam         | DDR              | 50,76000 |
| 7     | Gaby Bußmann          | BR Deutschland   | 50,93000 |
| 8     | Judit Forgács         | Ungarn           | 52,49000 |

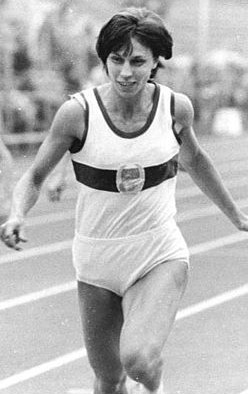
Europameisterin Marita Koch siegte wie schon bei ihrem ersten Titelgewinn vor vier Jahren mit neuem Weltrekord

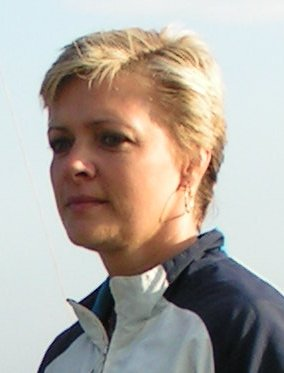
Bronzemedaillengewinnerin Taťána Kocembová
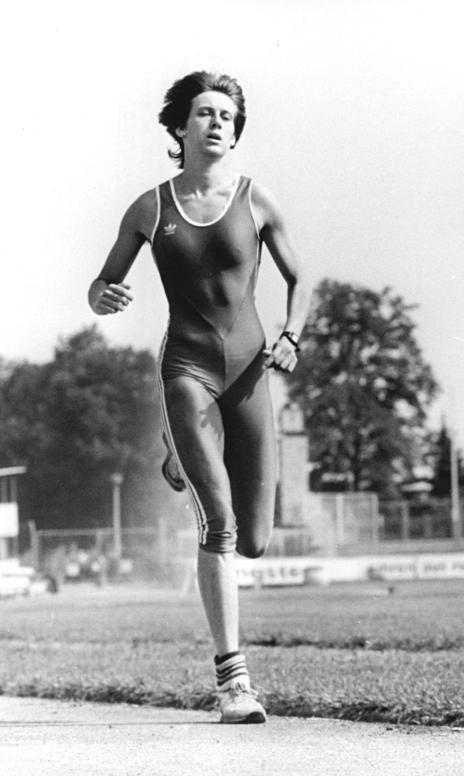
Sabine Busch kam auf den vierten Platz – 1987 wurde sie Weltmeisterin über 400 Meter Hürden
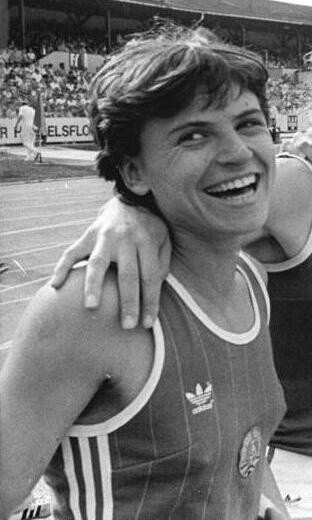
Dagmar Rübsam belegte Rang sechs

## Videolink
- 1982 European championships 400m women, www.youtube.com, abgerufen am 8. Dezember 2022